# Jana Vijayakumaran
Jana Vijayakumaran (* 10. Dezember 1996 in Mönchengladbach) ist eine deutsche Schauspielerin.

## Leben
Aufgrund ihrer überdurchschnittlichen schulischen Leistungen übersprang Jana Vijayakumaran die zweite Schulklasse, es folgte ein Auslassen der siebten Schulklasse. Als sie in der 10. Klasse auf dem Cusanus-Gymnasium Erkelenz war, absolvierte sie eine Ausbildung im Ballett an der Hochschule für Musik und Tanz Köln. Es folgte eine Schauspielausbildung in der Arturo Schauspielschule.
Aus einem Duell gegen Hellmuth Karasek in der Familien-Spielshow Klein gegen Groß ging sie 2011 als Siegerin hervor, indem sie in der Lage war, mehr Fragen zu Goethes Faust korrekt zu beantworten als der Literaturkritiker und Professor Karasek.
Erste schauspielerische Erfahrungen erlangte sie durch Neben- und Komparsenrollen in verschiedenen Produktionen.
Ihre erste Hauptrolle in dem Kurzfilm Die Spieler aus dem Jahr 2012, in dem sie ein aus Afghanistan entführtes Mädchen spielt, erbrachte ihr erste öffentliche Aufmerksamkeit. Ihr schauspielerischer Durchbruch war ihre Rolle Sunita in dem vom Südwestrundfunk produzierten Mehrteiler Pälzisch im Abgang, der bei der Erstausstrahlung im SWR einen Marktanteil von 2,4 % erreichte.
Seit 2022 lehrt sie an der Universiteit Antwerpen im Bereich der deutschen Literatur- und Kulturwissenschaft. 
Jana Vijayakumaran lebt in Mönchengladbach.

## Mediale Aufmerksamkeit
Mediale Präsenz erreichte Jana Vijayakumaran bereits 2013, als sie sich im Alter von 16 Jahren an der Ruhr-Universität Bochum einschrieb und somit die jüngste Studentin der 40.000 Studenten zählenden nordrhein-westfälischen Universität war. Vijayakumaran studierte dort Komparatistik und Theaterwissenschaft. Des Weiteren zählt sie somit zu den jüngsten Studenten aus dem gesamten Bundesland Nordrhein-Westfalen.
Im Anschluss absolvierte sie ein Masterstudium in Comparative Literature an der Queen Mary University of London. Seit Oktober 2017 ist sie wissenschaftliche Mitarbeiterin und Doktorandin an der Rheinischen Friedrich-Wilhelms-Universität Bonn und Mitglied des DFG-Graduiertenkollegs Gegenwart/Literatur-Geschichte, Theorie und Praxeologie eines Verhältnisses.

## Filmografie (Auswahl)
- 2012: Die Spieler

- 2015: Pälzisch im Abgang